# アブラハム・ビスコップ
アブラハム・ビスコップ（Abraham Bisschop、Abraham Busschop とも、1670年4月9日が洗礼日、1729年3月22日か1730年12月3日に没）は、オランダの画家である。鳥を題材に多くの作品や静物画を描いた。

## 略歴
オランダ南西部のドルトレヒトで生まれた。父親のコルネリス・ビスコップ(1630-1674)は人物画などを描いた有名な画家で、兄に画家になったヤコブス・ビスコップ(Jacobus Bisschop: 1658-1698)がいる。父親から絵を学び、兄と3人の姉妹とともに肖像画を描いた。
同時代の動物画家のメルヒオール・ドンデクーテル(1636-1695)から影響を受け、アブラハム・ビスコップは動物画の画家、鳥を描いた作品で知られるようになった。アールト・スコウマン(Aert Schouman: 1710–1792)のような画家に影響を及ぼした。
1715年にオランダ南西部のミデルブルフの聖ルカ組合の会員に登録され、ミデルブルフで活動し、そこで亡くなった。

## 作品

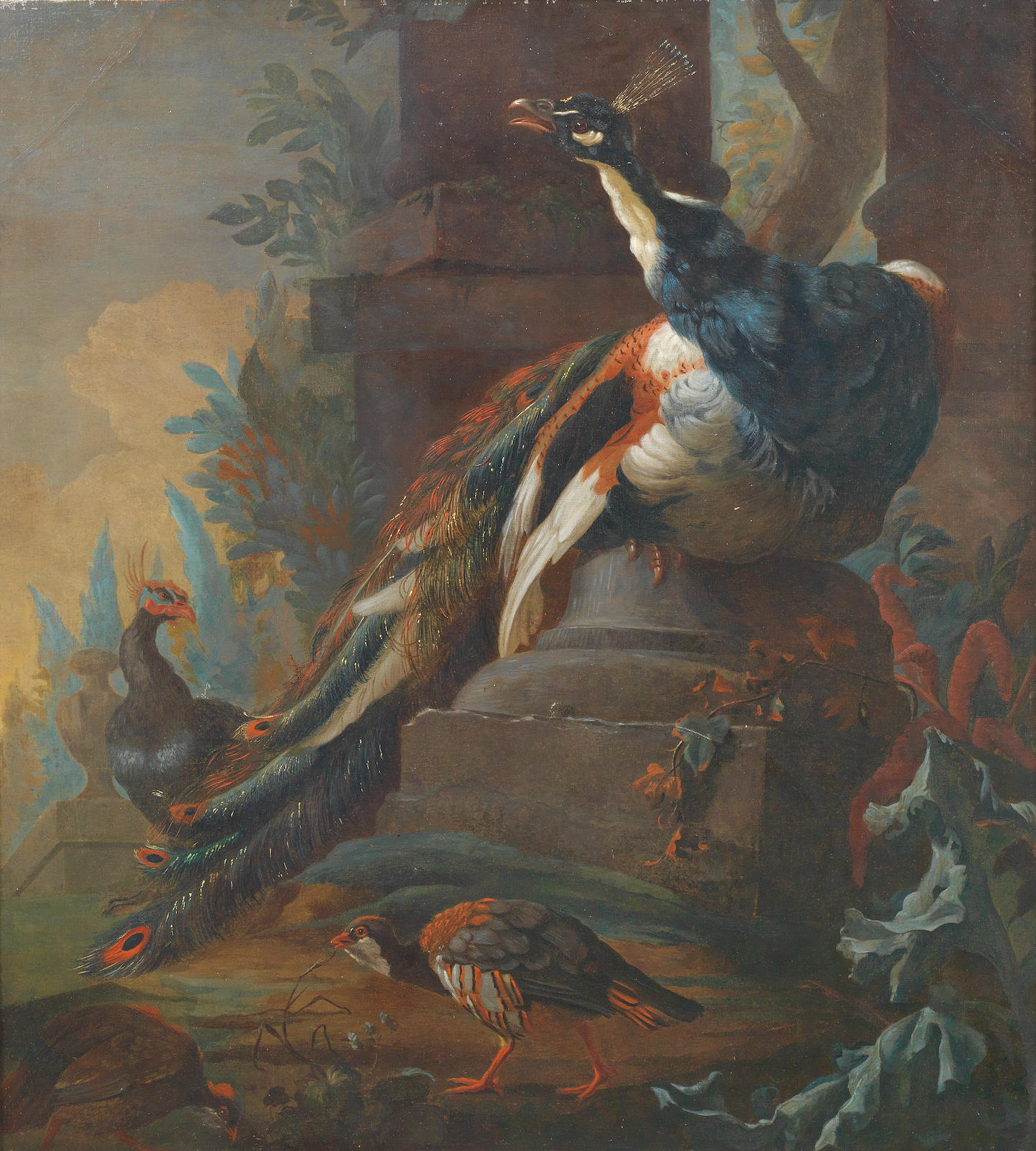
華やかな庭園の孔雀
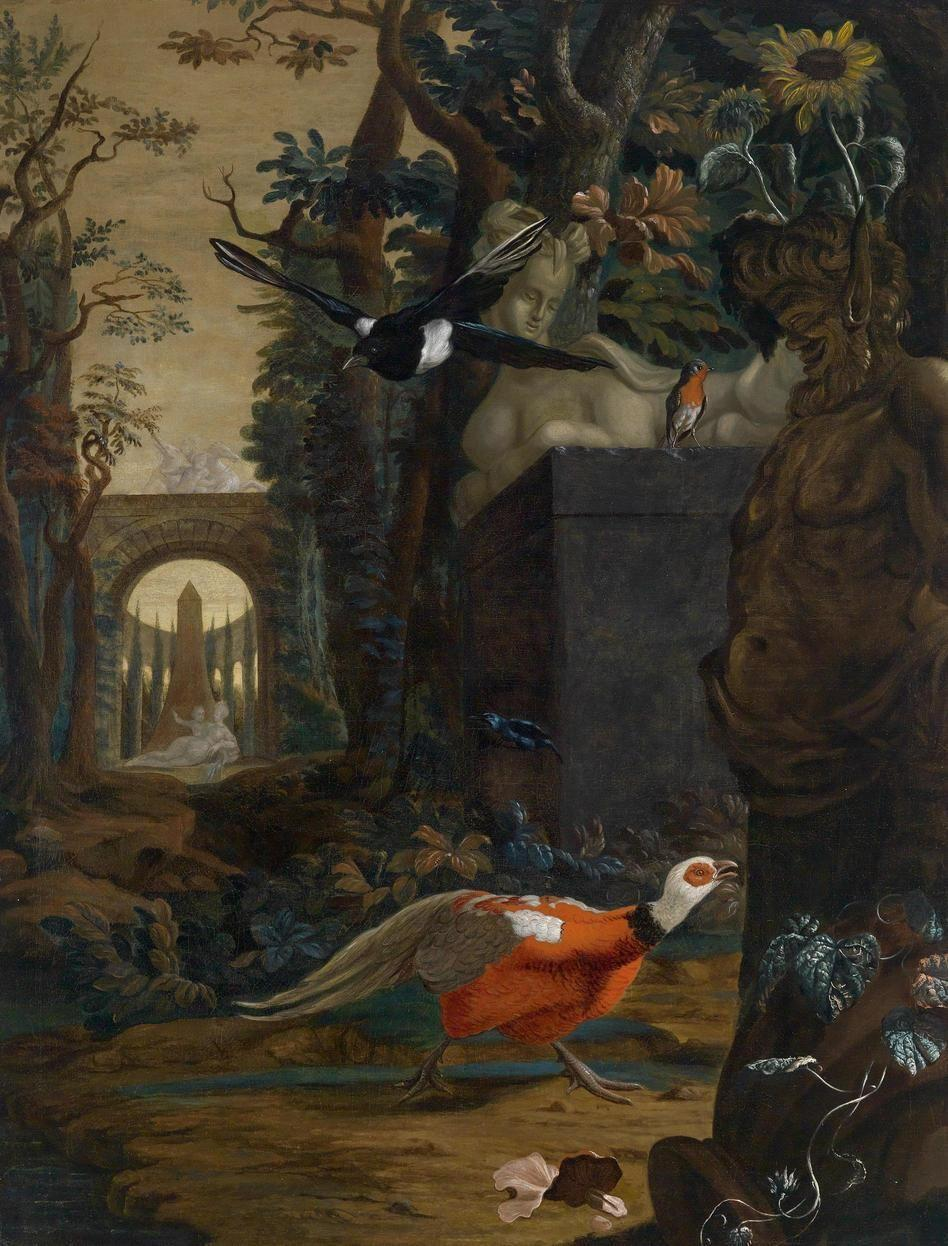
遺跡の鳥のいる風景
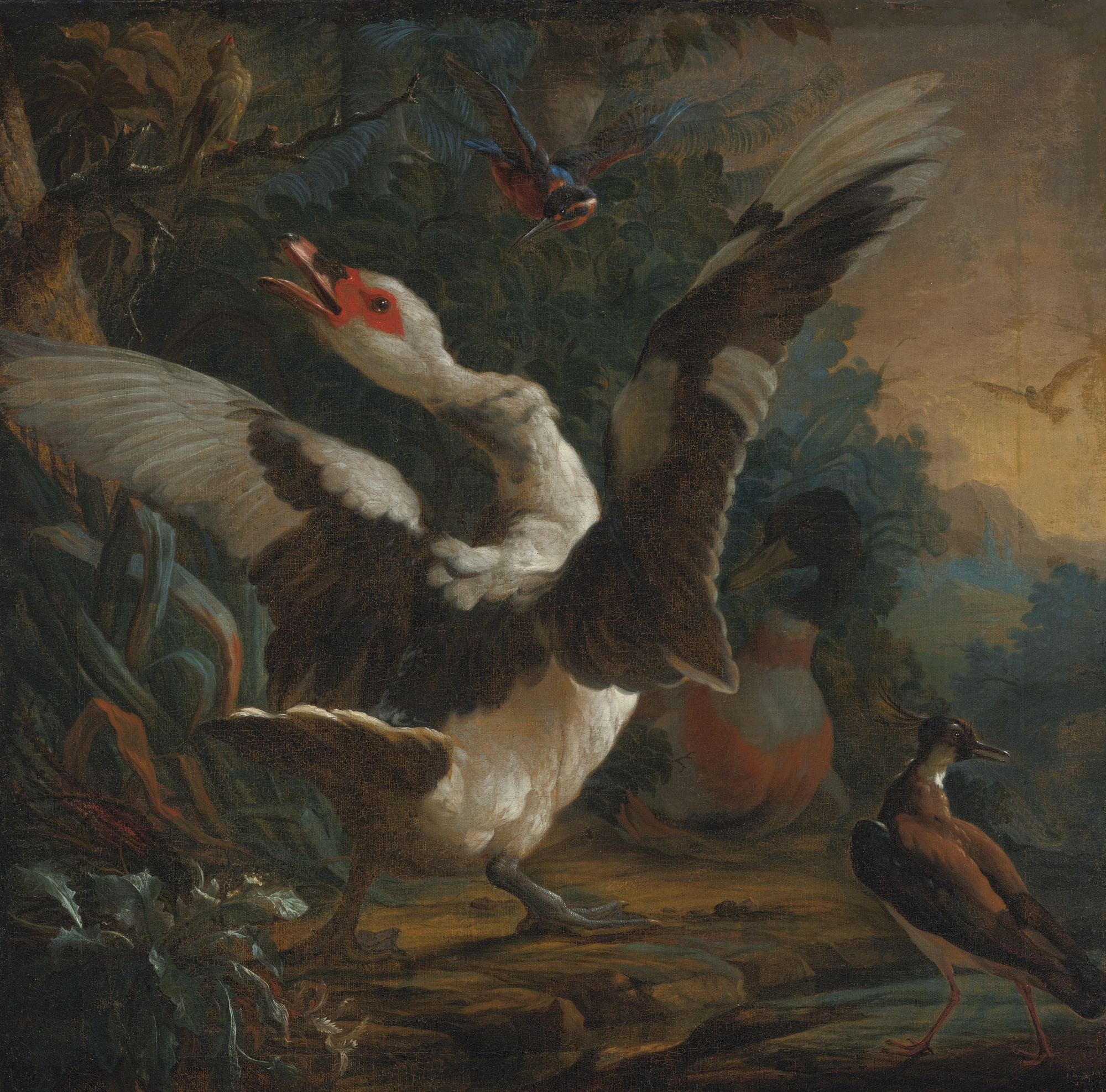
鳥のいる風景画

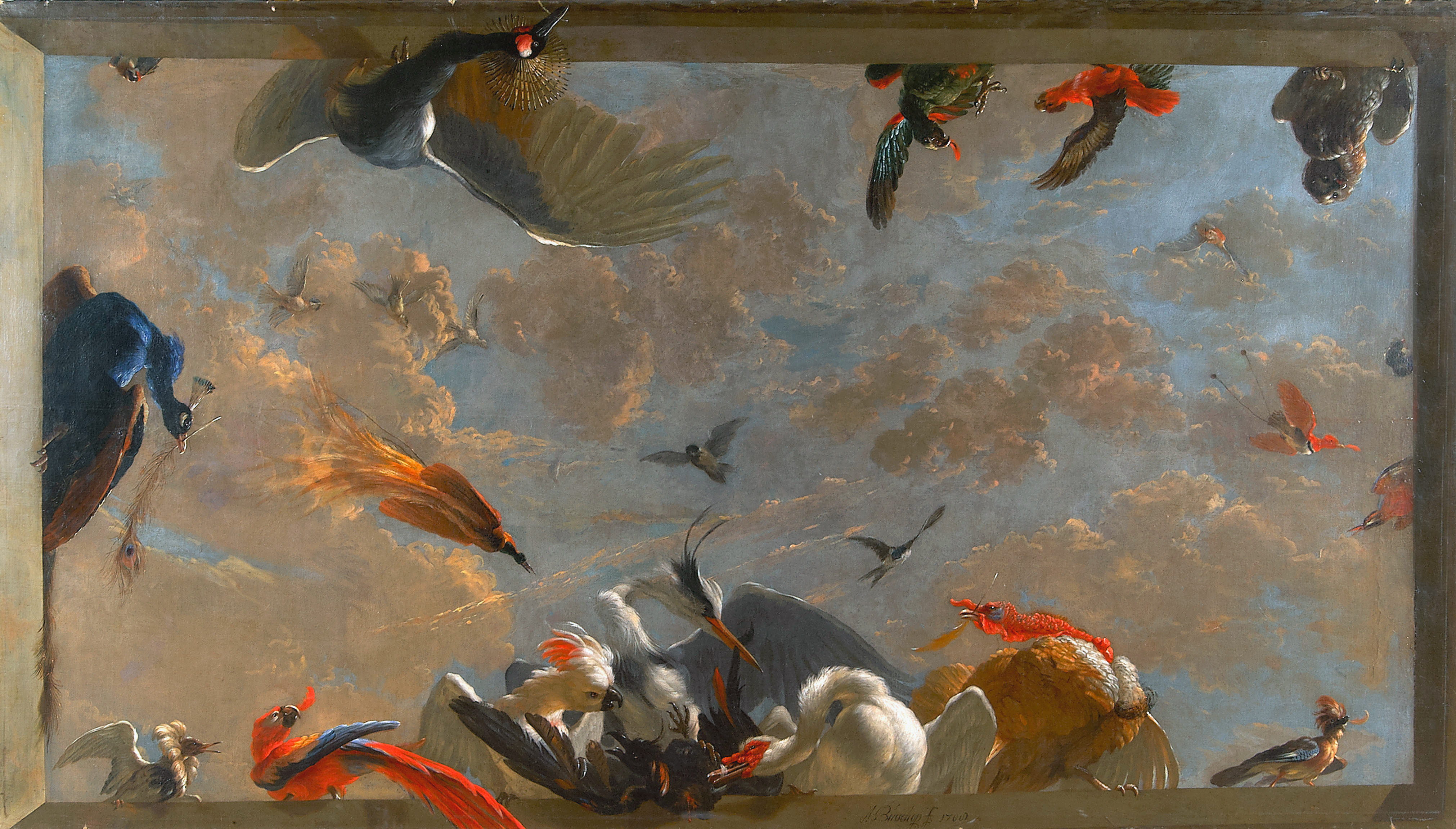
鳥を描いた建物の天井画
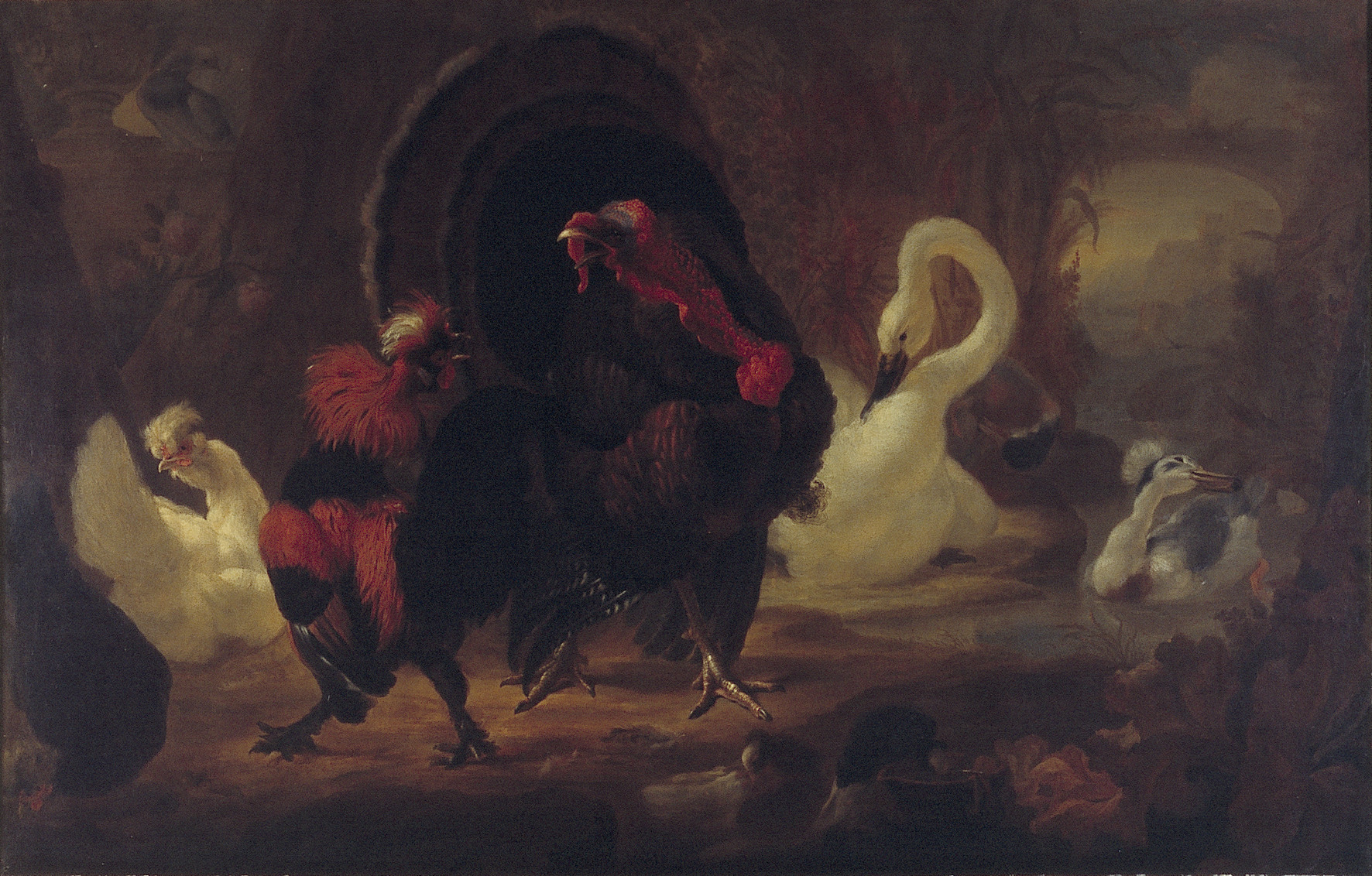
七面鳥と雄鶏の争い
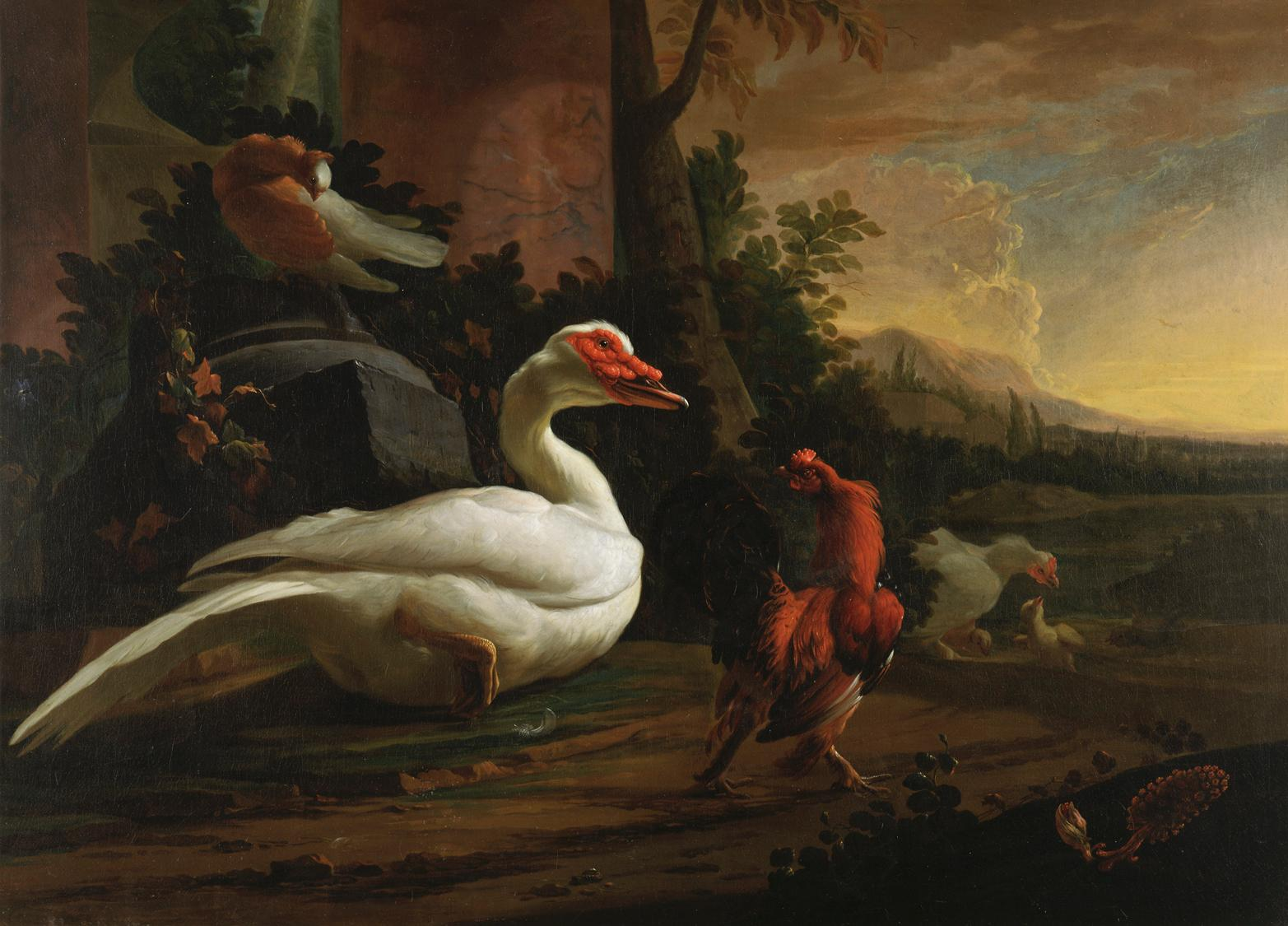